# Anđelko Milardović
Anđelko Milardović (Ogulin, 12. studenoga 1956.), hrvatski politolog, sociolog i profesor političkih znanosti. Znanstveni istraživač Instituta za migracije i narodnosti iz Zagreba u statusu znanstvenog savjetnika u trajnom zvanju. Utemeljitelj je i voditelj Centra za politološka istraživanja, te odnedavna think tank Instituta za europske i globalizacijske studije. Gostujući je profesor na Sveučilištima u Zagrebu, Dubrovniku, Osijeku i Koprivnici. Živi i djeluje u Zagrebu.

## Životopis
Politologiju je studirao u Ljubljani i Zagrebu. Godine 1981. diplomirao je politologiju na Fakultetu političkih znanosti Sveučilišta u Zagrebu na temi Znanost kao proizvodna snaga kod profesora filozofije Davora Rodina. Na istom je fakultetu magistrirao 1986. s temom Pojam djelovanja u filozofskoj antropologiji Arnolda Gehlena kod profesorice Branke Brujić. Dana 10. listopada 1989. doktorirao je na Fakultetu političkih nauka Univerziteta u Beogradu na temi Spontano i instutucionalno političko djelovanje. Sociologijsko političko i politologijsko određenje dva modelateta političkoga djelovanja, kod profesora Vukašina Pavlovića. Od 1987. trajno je zaposlen u Institutu za migracije i narodnosti u Zagrebu, u statusu znanstvenog savjetnika, u tranjom zvanju gdje se bavi istraživanjem migracijske politike i ksenofobije.
Na studijskim usavršavanjima bio u Göttingenu (1987.), Bonnu (1991.), Beču (1994.). U Heidelbergu (1994.) bio na Institutu za politologiju kod profesora Kluasa von Beymea. Od 1981. do 1987. radio je kao srednjoškolski profesor u Osijeku. Godine 1987. seli u Zagreb gdje se trajno zapošljava u Institutu za migracije i narodnosti. Na Fakultetu političkih znanosti Sveučilišta u Zagrebu 2006. godine izabran je u naslovno zvanje redovitog profesora (prvi izbor), iz područja politička teorija.
Od 1997. do 2009. predavao je na Hrvatskim studijima Sveučilišta u Zagrebu kolegije Politologija, Sociologija politike i Suvremne političke ideje i ideologije, a na studiju Mediji i kultura društva Sveučilište u Dubrovniku Uvod u politologiju, Povijest političkih ideja, Suvremene političke ideje i ideologije. Od 2012. na Sveučilištu u Osijeku predaje na poslijediplomskom studiju Politički marketing. Kao gostujući profesor predaje na Visokoj školi za odnose s javnošću i studiju medija (Kairos) u Zagrebu kolegij Politologija. Na Visokoj školi za primijeneno računarstvo iz Zagreba izvodi kolegije Sociologija informacijskoga društva i Sociologija globalizacije. Odnedavna na Medijskom sveučilištu u Koprivnici predaje Pojmove politike i ideje.
Godine 1994. u Osijeku je utemeljio nakladničku kuću Pan liber specijaliziranu za područje politologije, 2001. Centar za politološka istraživanja (www.cpi.hr) specijaliziran za istraživanje tranzicije, globalizacije, političkih stranka i sustava, čiji je dugogodišnji voditelj.
Za studija na Fakultetu političkih znanosti Sveučilišta u Zagrebu pod utjecajem je profesora njemačke filozofske i sociološke škole. Hegel, Marx, Nietzsche, Husserl, Heidegger te predstavnici njemačke filozofske antropologije Plessner, Scheller i Gehlen filozofi su čija je djela studirao. Iz područja filozofske antropologije obranio je magistarski rad Pojam djelovanja u filozofskoj antropologiji Arnolda Gehlena. Što se sociologa iz germanskog kruga tiče najviše traga ostavili su Max Weber, Alfred Schütz, Georg Simmel, Niklas Luhmann, a u posljednje vrijeme Ulrich Beck s interpretacijom globalizacije i društva rizika.
Tijekom istraživačke i nastavničke karijere orijentirao se na filozofiju politike, povijest političkih ideja i političku teoriju, s posebnim osvrtom na suvremene političke ideje i ideologije. U kontekstu političke teorije pojavio se kao prireditelj hrestomatija iz područja političkih sustava Austrije i Savezne Republike Njemačke. Krajem devedesetih godina 20. stoljeća počeo se baviti sustavnim istraživanjem različitih dimenzija globalizacije, a u posljednje vrijeme političkom teorijom demokracije odnosno postdemokracije u doba globalizacije.

## Područje istraživanja
Nakon završetka studija politologije na Fakultetu političkih znanosti Sveučilišta u Zagrebu (1981.), pod utjecajem filozofije i političke teorije, bavi se sistematizacjom znanja o politici i političkim ideologijama. Rezultat istraživačkog rada su knjige Nova desnica, 1990., Konzervatizam i neokonzervatizam, 1993.
Istraživanju strukture politologije prethodilo je bavljenje poviješću hrvatske i svjetske politologije. Rezultati istraživanja povijesti hrvatske politologije podastrijeti su u hrestomatiji Milardović, A., Cipek, T., Šišak, M. Hrvatska politološka tradicija, 1995. Pokazalo se da je prvi studij političkih znanosti bio utemeljen u kraljevskom gradu Varaždinu. Studij je utemeljen Aktom Marije Terezije o osnivanju Političko-kameralnog studija 1769. godine.(vidi izvorni dokument: www.cpi.hr/download/links/hr/13626.pdf).
Osnovan je pod utjecajem kameralistike iz 18. stoljeća, koja se studirala na njemačkim sveučilištima, s namjerom poboljšanja upravnih i financijalnih prilika u Dalmaciji, Hrvatskoj i Slavoniji. Studij je djelovao u Varaždinu dvije godine. Kasnije je preseljen u Zagreb na Pravni fakultet. Bila je to prva visokoškolska institucija na kojoj se izučavala politologija u Hrvatskoj u 18. stoljeću u doba monarhije.
Godine 1962. u Zagrebu je, u doba nedemokratskog režima, utemeljen Fakultet političkih nauka. Bila je to u kontekstu povijesti hrvatske politologije druga visokoškolska institucija iz politologije. Ta je institucija i poslije demokratske tranzicije 1991. zadržala državni monopol u području edukacije politologije. Poradi minimalne demonopolizacije i pluralizma Milardović je 2001. osnovao privatni Centar za politološka istraživanja. 
Bila je to treća institucija u povijesti hrvatske politologije utemeljena u doba minimalne demokracije. Centar za politološka istraživanja nedavno je obilježio desetogodišnjicu uspješnoga rada.
Komparativni pregled povijesti hrvatske i svjetske politologije Milardović je obradio u studiji koja će uskoro biti objavljena u Hrvatskoj akademiji znanosti i umjetnosti, u serijalu Hrvatska i Europa. Znanstveni interes za povijest i sistematizaciju znanja o politici, zaokružio je knjigom Uvod u politologiju 1997. Objavio je dva kraća izbora tekstova s uvodnim studijama, kao što su Prinosi za povijest politologije, 1998. (svjetska politologija) i Metodologija politologije.
Krajem devedesetih Milardović se orijentira na istraživanja tranzicije i različitih dimenzija globalizacije. Bio je to zaokret više prema sociološkim temama. U prvom razdoblju intenzivnog istraživanja globalizacije od 2002. do 2006., objavio je izbor tekstova (Milardović, A., Riggs, F. W., Teune, H.)  Mali leksikon globalizacije, 2002., autorske knjige Pod globalnim šeširom 2004., Populizam i globalizacija 2004., Političke stranke u doba tranzicije i globalizacije, 2006. godine. 
U drugom istraživačkom ciklusu na temu globalizacije, post modernih društava i kultura objelodanio je knjige Zapadni balkon. Fragmenti o politici Zapada, 2009., Globalno selo. Sociologija informacijskoga društva i cyber kulture, 2010., Druga moderna. Fragmenti o kulturi Zapada, 2011., i Tri eseja o euroskepticizmu. O semiotici euroskepticizma, 2012. godine.
Posljednjih nekoliko godina bavio se fenomenološkom sociologijom. Pod utjecajem je Alfreda Schütza, Georga Simmela i čikaške sociološke škole. Rezultat tog bavljanja najnovija je knjiga Stranac i društvo. Fenomenologija stranca i ksenofobije (2013.). Knjiga je dio znanstvenog projekta Interkulturalni pristup etničkoj različitosti i identitet: Hrvatska - Europa koji se provodio u Institutu za migracije i narodnosti od 2008. do 2013. godine.
Od 2002. do 2013. sudjelovao je u različitim znanstveno istraživačkim projektima bilo kao voditelj ili suradnik. Vodio je projekt Manjine u procesu globalizacije (IMIN, 1997. – 2002). Bio članom projektne skupine na projektu Hrvatska u procesu globalizacije - promišljanje i anticipacija budućnosti (Centar za politološka istraživanja Zagreb, 2003. – 2006.; voditeljica: Jasmina Lažnjak).  Vodio je projekt Globalizacija politike i refleksije na hrvatsko društvo i državu 21. stoljeća (Centar za politološka istraživanja Zagreb, 2008. – 2012.). Bio je suradnikom na projektu Interkulturalni pristup etničkoj različitosti i identitet: Hrvatska - Europa (IMIN, 2008. – 2012.; voditeljica: dr. sc. Jadranka Čačić-Kumpes). Sudjelovao je na više međunarodnih znanstvenih konferencija. 
Najnoviji znanstveno istraživački interes Milardovićevo je istraživanje demokracije u doba globalizacije, s posebnim osvrtom na post demokraciju i simulaciju demokracije.

## Publikacije
- Milardović, A. Three Aspects of Dealing with the Past: European Experience, u: Pauković, D., Pavleković, V., Raos V. (ur.): Confronting with the Past : European Experiences. Zagreb, PRSC, 2012., str. 17-26.

- Milardović, A. : Transformation of Politics in the Age of Information Society and Cyber Culture, u: van Dijk, J. A. G. M., Jožanc, N. (ur.): Informations Society and Globalization. Zagreb, PSRC, 2011., str. 81-92.

- Milardović, A. Three Aspects of Dealing with the Past: European Experience, u: Pauković, D., Pavleković, V., Raos V. (ur.): Confronting with the Past : European Experiences. Zagreb, PRSC, 2012., str. 17-26.

- Milardović, A. : Transformation of Politics in the Age of Information Society and Cyber Culture, u: van Dijk, J. A. G. M., Jožanc, N. (ur.): Informations Society and Globalization. Zagreb, PSRC, 2011., str. 81-92.

- Milardović, A.: Project Europe and its Scenarios, u: Marchetti, R., Vidović, D. (ur.): European Union and Global Democracy, Centar za politološka istraživanja, Zagreb, 2010., str. 161-176.

- Milardović, A.: The International Community and Future Scenarious for Bosnia and Herzegovina, Suvremene teme, god. 2, br.1, 2009, str. 94-97.

- Milardović, A.: Euroscepticism in the Clash of Ideologies od Second Modern, u: Arató, K., Kaniok, P. (ur.): Euroscepticism and European Integration, Centar za politološka za politološka istraživanja, Zagreb, 2009.

- Milardović, A.: Models and the New Configuration of Politics at the Time of Globalization, u: Milardović, A., Pauković, D., Vidović, D. (ur.): Globalization of Politics, Centar za politološka istraživanja, Zagreb, 2008., str. 20-42.
- Milardović, A.: Geopolitika u doba globalizacije, u: Dekanić, I., Lay, V. (ur.): Geopolitički aspekti nafte i vode, Centar za politološka istraživanja, Zagreb, 2008., str. 11-24.

- Milardović, A.: Globalizacija kao obilježje suvremenog svijeta, Riječki teološki časopis, 31, 2008., str. 3-15.
- Milardović, A.: Euroskepticizam u religijskim skupinama, u: Ančić, N. A., Bižaca, N. (ur.): Teologija i Crkva u procesima europskih integracija, Katoličko bogoslovni fakultet, 2008., str. 67-85.

- Milardović, Anđelko : Elite u valovima demokratizacije i lustracija, u: Milardović, A., Dvořáková, V. (ur.): Lustration and Consolidation of Democracy and Rule of Law in Central and Eastern Europe, Centar za politološka istraživanja, Zagreb, 2007., str. 85-110.

- Milardović, A.: Kriza i transformacija političkih stranaka, u: Milardović, A., Lalić, D., Malenica, Z. (ur.): Kriza i transformacija političkih stranaka, Centar za politološka istraživanja, Zagreb, 2007., str. 7-23.

- Milardović, A.: Transition and Consolidation of Democracy, u: Transition in Central and Eastern European Countries.Expiriences and Future Perspectives, Centar za politološka istraživanja, Zagreb, 2007., str. 37-61.

- Milardović, A.: Tranzicija u demokraciju, u: O'Donnell, G., Schmitter, P. C.: Tranzicije iz autoritarne vladavine, Centar za politološka istraživanja, Zagreb, 2006., str. 7-14.

- Milardović, A.: Neoliberalna globalizacija. Transformacija društva i država u doba druge moderne, u: Vidović, D., Pauković, P. (ur.): Globalizacija i neoliberalizam – refleksije na hrvatsko društvo i državu, Centar za politološka istraživanja, Zagreb, 2006., str. 67-82.

- Milardović, A.: Politika u doba globalizacije i tranzicije u hrvatskom društvu, Zbornik s međunarodnog znanstvenog skupa u Splitu, October 24-25, 2002, Church in the World, Split, 2003., str. 9-29.

- Milardović, A.: Metodički prinosi istraživanju globalizma i globalizacije, u: Globalizacija u Hrvatskoj, Hrvatska u globalizaciji, Udruga 11. siječnja 1972., Zagreb, 2003., str. 102-106.

- Milardović, A.: Politologijski prinosi promišljanja odnosa Crkve i političke vlasti, u: Mogućnost organiziranog djelovanja vjernika laika u Hrvatskoj, Kršćanska sadašnjost, Zagreb, 2002., str. 247- 258.

- Milardović, A.: Može li se kršćanin baviti politikom, u: Baloban, S. (ur.): Socijalna budućnost Hrvatske, Centar za promicanje socijalnog nauka Crkve, Zagreb, 2002., str. 167-183.

- Milardović, A.: Duvergerova politička sociologija, u: Duverger, M.: Politička sociologija, Pan Liber, Osijek-Zagreb-Split, 2001., str. 1-22.

- Milardović, A.: Politološko motrište etničkih manjina i naroda bez država u Europi, u: Ludwig, K.: Leksikon etničkih manjina u Europi, Pan Liber, Osijek-Zagreb-Split, 2001., str. 164-179.

- Milardović, A.: Globalizacija, u: Milardović, A. (ur.): Globalizacija, Pan Liber, Osijek-Zagreb-Split, 1999. 2000., str. 9-31.

- Milardović, A.: Povijesni raskoli i budućnost Europe, u: Klaus, W.: Budućnost Europe, Pan Liber, Osijek-Zagreb-Split, 2000., str. 7-12.

- Milardović, A.: Institucije političkog sustava Velike Britanije, u: Birch, A. H.: Politički sustav Velike Britanije, Pan Liber, Osijek-Zagreb-Split, 2000., str. 11-52.

- Milardović, A.: Politički sustav Japana, u: Kevenhörster, P.: Politički sustav Japana, Pan Liber, Osijek-Zagreb-Split, 2000., str. 7-26.

- Milardović, A.: Jörg Haider u čamcu masovne kulture, u: Zöling, C.: Haider. Svjetlo i sjene jedne karijere, Pan liber, Osijek-Zagreb-Split, 2000., str. 163-182.

- Milardović, A.: Politologija stranaka, u: Seiler, D.-L.: Političke stranke, Pan Liber, Osijek-Zagreb-Split, 1999., str. 7-47.

- Milardović, A.: Paneuropska ideja na kraju tisućljeća, u: von Habsburg, O.: Paneuropska ideja. Vizija postaje zbiljom, Pan Liber, Osijek-Zagreb-Split, 1999., str. 145-152.

- Milardović, A.: Politologija i proširenje Europe na istok, u: Baier, S. Proširenje Europe na istok, Pan Liber, Osijek-Zagreb-Split, 1999., 1-8.

- Milardović, A.: Asimetrički politički sustav, u: von Beyme, K.: Politički sustav Savezne Republike Njemačke, Pan Liber, Osijek-Zagreb-Split, 1999., str. 9-20.

- Milardović, A.: Socijaldemokracija između tradicionalne i postmoderne paradigme, u: Milardović, A. (ur.): Socijaldemokracija, Pan liber, Osijek-Zagreb-Split, 1999., str. 7-48.

- Milardović, A.: Socijalno partnerstvo u europskom obzoru, u: Milardović, A. (ur.):  Socijalno partnerstvo. Austrijski magični trokut, Pan Liber, Osijek-Zagreb-Split, 1998., str. 9-28.

- Milardović, A.: Uvod u politički sustav Austrije, u: Milardović, A. (ur.): Politički sustav Austrije, Pan Liber, Osijek-Zagreb-Split, 1998., str. 7-66.

- Milardović, A.: Pojam i duhovni temelji socijalne države, u: Milardović, A. (ur.): Socijalna država, Pan Liber, Osijek-Zagreb-Split, 1995., str. 5-9.

- Milardović, A.: Kršćanska demokracija - uvodno politologijsko razmišljanje, u: Milardović, A. (ur.): Kršćanska demokracija u Europi, Pan Liber, Osijek-Luxembourg, 1994., str. 3-39.

- Milardović, A.: Epilog o Temeljnom zakonu Savezne Republike Njemačke, u Milardović, A. (ur.): Činjenice o Temeljnom zakonu i političkom sustavu Savezne Republike Njemačke, Pan Liber, Osijek, 1994., str. 99-115.

## Uređene zbirke dokumenata
- Milardović, A. (ur.): Europa 2020. Scenariji promišljanja budućnosti EU i jugoistočne Europe, Centar za politološka istraživanja, Zagreb, 2003.
- Milardović, A. (ur.): Zadnja pošta den Haag. Dokumenti, Centar za politološka istraživanja, Zagreb, 2003.

- Milardović, A. (ur.): Izbori i izborni sustavi, Centar za politološka istraživanja, Zagreb, 2003.

- Milardović, A. (ur.): Političke stranke u Republici Hrvatskoj, Pan liber, Osijek-Zagreb-Split, 1997.

- Milardović, A. (ur.): Ujedinjeni narodi. Rezolucije o BiH, Pan liber, Osijek-Mostar, 1995.

- Milardović, A. (ur.): Dokumenti o državnosti Republike Hrvatske, UNPROFOR, Pan liber, Osijek-Zagreb-Split, 1995.

- Milardović, A. (ur.): Stranke u Hrvatskoj, ITP Baranja, Osijek, 1990.

## Međunarodne znanstve konferencije
- Centar za politološka istraživanja, Zagreb, Hrvatska i Znanstveni forum, Zagreb, Hrvatska organiziraju znanstveni simpozij Demokracija i postdemokracija u Hrvatskoj i Europskoj uniji 22.  listopada, 2012.[5]

- Simpozij: Upravljanje razvojem u globalnom okruženju: Modeli razvoja Hrvatske kao članice Europske unije, 30. travnja 2012.

- Centar za politološka istraživanja, Zagreb, Hrvatska i Znanstveni forum, Zagreb, Hrvatska organiziraju raspravu Upravljanje razvojem u globalnom okruženju: Modeli razvoja Hrvatske kao članice E...[6]

- Međunarodni znanstveni skup "Informacijsko društvo i globalizacija: Transformacija Političkog", 22. listopada 2010.

- Međunarodna znanstvena konferencija Information Society and Globalisation: Transformation of Politics (Informacijsko društvo i globalizacija: Transformacija Političkog) održana je 22. listopada 2010.[7]

- Međunarodni znanstveni skup "Suverenitet u doba globalizacije", 23. listopada 2009.

- Osmi međunarodni znanstveni skup Suverenitet u doba globalizacije/Sovereignty in the Age of Globalization održan je 23. i 24. listopada 2009. na Sveučilištu u Dubrovniku, u sklopu Foruma CPI-a.[8]

- Međunarodni znanstveni skup "Suočavanje s prošlošću", 23. travnja 2009.

- Sedmi međunarodni znanstveni skup "Suočavanje s prošlošću" održan je 23. travnja 2009. u Europskom domu Zagreb u sklopu Foruma CPI-a kao globalne znanstvene mreže.[9]

- Međunarodni znanstveni skup "Globalizacija kulture" * 17. listopada 2008.

- Na Sveučilištu u Dubrovniku, 17. i 18. listopada 2008. održan je međunarodni znanstveni skup Globalizacija kulture u sklopu Foruma CPI-a kao globalne znanstvene mreže.[10]

- Međunarodni znanstveni skup "Europska unija i globalna demokracija" * 29. svibnja 2008.

- Zagreb, 29. svibnja 2008., u sklopu Foruma Centra za politološka istraživanja, održan je peti međunarodni znanstveni skup Europska unija i globalna demokracija.[11]

- Međunarodni znanstveni skup "Globalizacija politike" * 12. listopada 2007.

- Na Sveučilištu u Dubrovniku 12. i 13. listopada 2007. održan je četvrti međunarodni znanstveni skup Globalizacija politike u sklopu Foruma Centra za politološka istraživanja.[12]

- Lustracija i konsolidacija demokracije i vladavina prava u Srednjoj i Istočnoj Europi, 24. svibnja 2007.

- U Zagrebu u KB Sestre Milosrdnice 24. svibnja 2007. održan je Međunarodni znanstveni skup Lustracija i konsolidacija demokracije i vladavina prava u Srednjoj i Istocnoj Europi.[13]

- Euroskepticizam i europske integracije, 12. travnja 2007.

- U Zagrebu u Velikoj dvorani Školske knjige 12. i 13. travnja 2007. održan je Međunarodni znanstveni skup Euroskepticizam i europske integracije...[14]

## Vanjske poveznice
- Osobna Stranica Anđelka Milardovića  Arhivirana inačica izvorne stranice od 26. prosinca 2014. (Wayback Machine)